# The complete collection 1969-1995
The complete collection 1969 – 1995 is het enige muziekalbum dat op naam staat van de Britse zangeres Jane Relf. Relf heeft gezongen in diverse samenstellingen binnen Renaissance, Illusion en Stairway. Een laatste keer dat ze deelnam aan opnamen was voor het album van Renaissance-Illusion in 2001. In 2009 volgde dit verzamelalbum als een soort hommage aan Jane Relf, die een vrije heldere maar ook romantische stem heeft, maar nooit echt is doorgebroken. De opnamen zijn van allerlei muziekalbums van de drie genoemde muziekgroepen en van haar enige single en een promotieplaatje.

## Composities
Waar alleen Relf staat wordt Keith Relf bedoeld:

### CD1
1. Wanderer (4:06) (Relf, John Hawken, Jim McCarty, Louis Cennamo)
2. Island (single-versie) (3:39) (Relf, Hawken,McCarty,Cennamo)
3. Statues (2:33) (Mccarty, Relf)
4. The sea (3:04) (Relf, McCarty)
5. Gone fishing (de single) 2:34) (Jeff Wayne, Hertz)
6. Make my time pass by (B-kant single) (3:18) (McCarty)
7. Everywhere you go (3:19) (McCarty)
8. You are the one (4:00) (McCarty)
9. Getting into love again (3:29) (McCarty)
10. Roads to freedom (3:55) (McCarty, Hawken)
11. The man who loved the trees (3:29) (McCarty)
12. There’ll be no going back / Carpet of the sun (grove mix) (McCarty, Michael Dunford, Thatcher)
13. Without a song from you (McCarty, Thatcher)
14. Medley van Kings and queens, Bullet, Past orbits of dust, Mr. Pine (8:30) (Relf, Hawken, McCarty, Cennamo, Thatcher, Dunford)
15. Love goes on (2:55) (Keith Relf, Jane Relf)
16. Face of yesterday (1971) (6:08) (McCarty)
17. Island (albumversie) (relf, Hawken, McCarty, Cennamo)
18. Medley: Golden thread, Madonna Blue, Isadora, The revolutionairy, Candles are burning (9:57) (McCarty, Hakwen)

### CD2
1. Ship of happiness (7:32) (McCarty,Cennamo)
2. AquaMarine (3:47) (McCarty, Cennamo)
3. Sunset point (3:19) (McCarty, Cennamo)
4. Bird of paradise (4:02) (McCarty, Cennamo)
5. Moonlight skater (8:30) (McCarty, Cennamo)
6. The lovers (5:47) (McCarty, Cennamo)
7. Cruising nowhere (5:01) (McCarty)
8. Beautiful country (4;22) (McCarty, Hawken)
9. As long as we’re together (3:41) (McCarty, Jane Relf)
10. Please be home (3:20) (traditional, tekst McCarty)
11. Man of miracles (3:28) (Relf, McCarty, Hawken)
12. Face of yesterday (1977) (5:46) (McCarty)
13. Wings across the sea (4:49) (McCarty)
14. Louis’ Theme (7:42) (Cennamo, Jane Relf)
15. Carpet of the sun (ruwe mix) (Dunford, Thatcher)